# Arcangelo Corelli

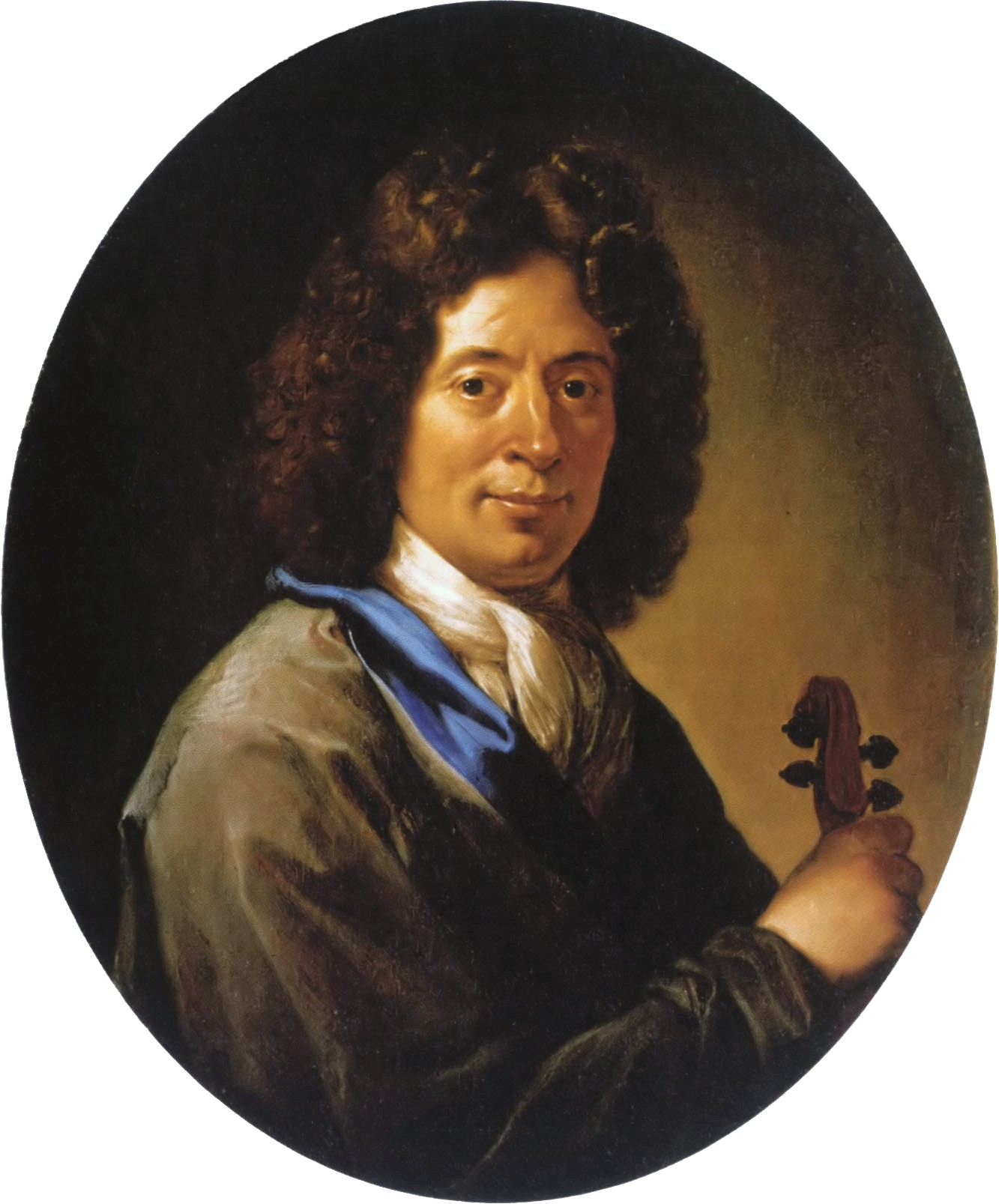
mal. Jan Frans Douven

Arcangelo Corelli [wym.: Arkandżelo Korelli] (ur. 17 lutego 1653 w Fusignano, zm. 8 stycznia 1713 w Rzymie) – włoski kompozytor i skrzypek. Jeden z przedstawicieli baroku w muzyce, wirtuoz skrzypiec i kompozytor utworów na ten instrument; autor terminu concerto grosso, twórca koncertów, sonat triowych i solowych na skrzypce.

## Życiorys
Arcangelo Corelli urodził się 17 lutego 1653 r. w emilijskiej posiadłości ziemskiej w Fusignano. Pochodził ze znanej i zamożnej rodziny szlacheckiej. Naukę muzyki rozpoczął w pobliskiej Faenzy i w Lugo. W 1666 r. rozpoczął naukę gry na skrzypcach w Bolonii u Giovanniego Benvenutiego oraz Luigiego Brugnolego. Wielu historyków muzyki dodaje jeszcze nazwisko Giovanniego Battisty Bassaniego, lecz nie jest to możliwe ze względu na to, że był on młodszy od Corellego. W 1670 r. Corelli został przyjęty do Akademii Arkadyjskiej, gdzie występował pod pseudonimem „il Bolognese” (pol. Bolończyk). Corelli przebywał w Bolonii do 1671 r. po czym wyjechał do Francji, a następnie powrócił do ojczyzny – Rzymu. W papieskim mieście był skrzypkiem w kościołach. W 1679 r. Teatr Muzyczny wykonał operę Bernarda Pasquiniego Dov'e amore è pietà, gdzie Corelli występował w roli pierwszego skrzypka i kapelmistrza. Od 1680 r. brał udział w wykonaniach oratoriów przy kościele św. Marcelina. Na początku pobytu w Rzymie Corelli uczył się kontrapunktu u Mattea Simonellego, co wpłynęło na jego twórczość kompozytorską.
W 1681 r. Corelli opublikował Sonaty triowe dedykowane królowej Szwecji Krystynie I Wazie, która mieszkała już wtedy w Rzymie. Kompozytor uczestniczył w koncertach organizowanych w jej rezydencji. W rok później grał w kościele św. Ludwika jako kierownik zespołu dziesięciu skrzypków (do 1708). Drugim skrzypkiem w tym zespole był uczeń Corellego Matteo Fornari, z którym najprawdopodobniej łączyła go więcej niż przyjaźń przez prawie 20 lat. Na tej właśnie podstawie spekuluje się, iż Corelli był osobą homoseksualną. W świetle współczesnych badań spekulacje te okazały się bezprzedmiotowe. W czasach Corellego tego typu wiadomości były jednym z najbardziej rozchwytywanych tematów przez plotkarzy. Było to bardzo niewygodne dla Corellego, dlatego ten wyjechał na pewien czas do Niemiec. Prawdopodobnie ponownie powrócił do Rzymu dopiero po ucichnięciu plotek na jego temat ok. 1716 r., a odwiedził wtedy takie miasta jak: Moguncja, Brema, Kolonia, Frankfurt nad Menem i Monachium.
Od 1684 r. Corelli był skrzypkiem na dworze kard. Benedetta Pamphiliego. Zadedykowane kardynałowi Sonaty triowe op. 2 zapoczątkowały polemikę z Giovannim Paolem Colonną. W tym czasie obrażony na szkołę bolońską skrzypek zerwał czasowo z nią kontakty, a jej twórcy nie dzielili się z Corellim doświadczeniami. Stosunki owe uległy ochłodzeniu co wywołało utworzenie krótkotrwałego nurtu techniki gry na skrzypcach i komponowania do niej muzyki nazwany szkołą rzymską. Jednak zauważalny jest szybki powrót twórczości Corellego do nauk Akademii Arkadyjskiej.
W 1687 r. dyrygował orkiestrą w czasie uroczystego przybycia do Rzymu wysłannika ks. Jakuba II Stuarta. W 1689 Corelli wraz z Matteo Fornarim zamieszkał w pałacu kardynała Phamphili, gdzie pełnił funkcję jego nauczyciela. W 1689 r. wykonano tam oratorium Giovanniego Lurenza Luliera z introduzionę i symfonią Corellego. Pod koniec tegoż roku zostały wydane równocześnie, w różnych częściach Włoch nowo skomponowane III Sonaty triowe z dedykacją dla Franciszka II d’Este – księcia Modeny.
W 1689 r. Corelli został pierwszym skrzypkiem w zespole występującym na koncertach w Pałacu Kancelaryjnym, powołanym przez kard. Ottoboniego. Od 1690 r. niemal do końca życia skrzypek zamieszkał wraz z Fornarim w pałacu Ottoboniego. W pałacu tym mieszkali także malarz Francesco Trevisani i rzeźbiarz Antonio Rossi (obaj byli autorami podobizn Corellego). W tym czasie Corelli poświęcił się bezgranicznie muzyce, a z całej Europy przybywali do niego uczniowie. W 1694 r. kompozytor wydał czwarte już Sonaty triowe, dedykowane swemu mecenasowi.
Corelli był znany nie tylko ze swojego wirtuozerskiego kunsztu, ale i z wysokich wymagań zarówno wobec zespołu, jak i słuchaczy. W 1706 r. Corelli wraz z Pasquinim i Domeniciem Scarlattim został ponownie przyjęty do Filharmonii Arkadyjskiej, w której otrzymał imię „Arcangelo Erimanteo” (pol. Archanioł Dźwięków). W 1702 r. Corelli po wykonaniu opery Scarlattiego w Neapolu miał uznać, że został przewyższony przez skrzypka Petrilla Marchitellego. Od 1706 r. publicznie występował coraz rzadziej, by po ok. trzech latach całkowicie zrezygnować z koncertów.
Zmarł w nocy z 8 na 9 stycznia. Na życzenie Ottoboniego Corellego pochowano w kościele MB Bolejącej (Panteon). Sporządzone później płytę nagrobną i popiersie w 1820 r. przeniesiono na Kapitol. Co roku, w rocznicę śmierci Corellego był wykonywany koncert na jego cześć. Corelli żył jeszcze długo w grze i dziełach swych uczniów.

## Osobowość
Arcangelo Corelli nie miał ani żony, ani dzieci. Jednak miał brata Giacinto, który przedłużył byt rodu do naszych czasów. Widać to nawet w dziedzinie muzyki, ponieważ jego potomek Franco Corelli był śpiewakiem operowym. W stanie kawalerskim wirtuoza wielu badaczy upatruje homoseksualizm, który potwierdzany jest m.in. rzekomymi kontaktami seksualnymi z Matteo Fornarim. Jest to jednak teoria obalona, co wykazuje proces inkwizycyjny w tej sprawie. Swój kawalerski stan kompozytor usprawiedliwiał nieśmiałością w stosunku do kobiet. Twierdził też, że aby dostrzec prawdziwe piękno melodii, harmonii przyrody musi być pozbawiony towarzystwa uczuć – powinien być neutralny. Jednak dziś badacze jego osoby dochodzą do wniosków, że artysta był wybuchowy i temperamentny. Był także nadmiernie wymagający i bezwzględny. Naciskał na komentarz swoich utworów, a ich krytyka motywowała go do dalszej pracy. Dowodzić temu może burzliwa polemika z Akademią Arkadyjską na temat stosowanie przez niego kontrapunktu palmitrynowskiego w sonatach.

## Dorobek kompozytorski
| Sonaty   |                                                                 |      |           |                                                          |
| 1.       | I Sonaty triowe                                                 | 1681 | Rzym      | GA Mutij                                                 |
| 2.       | II Sonaty triowe                                                |      |           |                                                          |
| 3.       | III Sonaty triowe                                               |      |           |                                                          |
| 4.       | Sonaty triowe da camera                                         | 1685 | Rzym      | GA Mutij                                                 |
| 5.       | Sonaty triowe                                                   | 1689 | Rzym      | GG Komarek Boemo                                         |
| 6.       | I Sonaty triowe                                                 | 1694 | Rzym      | GG Komarek Boemo                                         |
| 7.       | II Sonaty triowe                                                | 1700 | Rzym      | GP Santa                                                 |
| 8.       | Sonata na skrzypce i b.c.                                       | 1680 | Bolonia   | Carlo Antonio Buffagnotti                                |
| 9.       | 6 sonat na 4, 5 i 6 głosów                                      | 1699 | Amsterdam | E. Roger                                                 |
| 10.      | Sonaty na skrzypce solo i b.c.                                  | 1699 | Amterdam  | E. Roger                                                 |
| 11.      | Sonata na skrzypce i b.c.                                       | 1705 | Londyn    | John Walsh                                               |
| 12.      | Sonaty triowe                                                   | 1714 | Amsterdam | E. Roger                                                 |
| 13.      | Sonata a quattro                                                |      | Neapol    | Biblioteka Konserwatorium Muzycznego S. Pierro z Majelli |
| Oratoria |                                                                 |      |           |                                                          |
| 14.      | Św. Elżbieta Giovanniego Luliera z sinfonią Arcangela Corellego |      | Paryż     | Biblioteka Konserwatorium Paryskiego                     |
| Koncerty |                                                                 |      |           |                                                          |
| 15.      | Concerti grossi na dwoje skrzypiec, wiolonczelę i orkiestrę     | 1714 | Amsterdam | E.R. Marchande                                           |
| 16.      | Koncert na dwoje skrzypiec i dwie wiolonczele                   |      | Neapol    | Biblioteka Konserwatorium Neapolitańskiego               |
| Fugi     |                                                                 |      |           |                                                          |
| 17.      | Fuga czterogłosowa na smyczki                                   | 1712 | Florencja | FM Veracini                                              |

## Posłuchaj
| (audio)                                      | \| (info) \| \| Trio Sonata 11, Cz. 1 \| \| (info) \| \| Trio Sonata 11, Cz. 2 \| \| (info) \| \| Trio Sonata 11, Cz. 3 \| \| Problem ze ściągnięciem pliku? Zobacz pomoc. \| |
| (info)                                       | |
| Trio Sonata 11, Cz. 1                        | |
| (info)                                       | |
| Trio Sonata 11, Cz. 2                        | |
| (info)                                       | |
| Trio Sonata 11, Cz. 3                        | |
| Problem ze ściągnięciem pliku? Zobacz pomoc. | |